# Das haut einen Seemann doch nicht um
Das haut einen Seemann doch nicht um ist ein dänisch-deutscher Spielfilm des Regisseurs Arthur Maria Rabenalt aus dem Jahr 1958. Das Drehbuch stammt von Grete Frische und Franz M. Schilder. Die Hauptrollen spielen Karlheinz Böhm, Antje Geerk und Georg Thomalla. In der Bundesrepublik Deutschland kam der Streifen das erste Mal am 19. September 1958 in die Kinos.

## Handlung
Schon lange hat sich der Matrose Peter Hille darauf gefreut, seinen diesjährigen Weihnachtsurlaub mit seiner Braut Hanna zu verbringen. Doch als er in Kopenhagen an Land geht, ist er enttäuscht, dass er nicht von ihr erwartet wird. Zu seinem Glück ist im Seemannsheim ein Platz frei. Allerdings muss er dort sein Zimmer mit dem abgemusterten Heizer Valdemar Olsen teilen. Der ist gerade dabei, sich eine bürgerliche Existenz als Sänger aufzubauen, bestreitet aber zurzeit seinen Lebensunterhalt hauptsächlich mit dem Schmuggeln von Zigaretten.
Am nächsten Tag wird Peter durch das laute Gewimmer eines Kleinkindes geweckt. Hannas Mutter klärt ihn auf, dass dies sein Sohn Bob sei. Nur wenige Tage nach dessen Geburt sei ihre Tochter verstorben, und nun sei es die Pflicht des Vaters, für das Kind zu sorgen.
Zunächst unterstützt Peter als sangesfroher Begleiter seinen Zimmergenossen Valdemar beim Musizieren auf Kopenhagens Hinterhöfen. Dabei begegnet er der zauberhaften Christine Hansen. Es dauert nicht lange, bis diese den kleinen Bob in ihr Herz geschlossen hat. Bei einer Silvesterfeier kommen sich dann Peter und seine neue Flamme näher. Peters Euphorie bekommt jedoch einen Dämpfer, als sein Freund Valdemar verhaftet wird, weil ihn die Polizei des Handels mit Rauschgift verdächtigt. Zu Valdemars Glück entlastet ihn Peter, indem er dessen Unschuld bezeugt.
Wieder einmal fährt Peter zur See. Vom Kai aus winkt ihm seine neue Verlobte zu, auf dem Arm den kleinen Bob. Wenn er das nächste Mal in den Heimathafen einfährt, soll bald Hochzeit sein.

## Musik
In dem Film sind zwei Lieder von Bert Grund zu hören, bei denen der Refrain wie folgt beginnt:
Whisky-Johnny

Der Whisky ist des Seemanns Trost,

am liebsten ruf ich „Scol“ und „Prost“!

Sabinchen-Polka

Warum ist Sabinchen denn

seit Tagen außer Rand und Band?

Ein Seemann geht an Land!

## Kritik
„Biedere Unterhaltungskonfektion, schwankend zwischen Lustspiel und Drama.“

## Quelle
- Programm zum Film aus dem Verlag Das Neue Film-Programm GmbH Mannheim, Nr. 4082